# Anna Próchniak
Anna Próchniak est une actrice polonaise, née le 22 décembre 1988, en Pologne.

## Filmographie

### Cinéma
- 2010 : Barbakan : une étudiante
- 2010 : Przestępczość : une étudiante
- 2010 : Szczur : une étudiante
- 2012 : Nieulotne
- 2012 : Kojot : une étudiante
- 2012 : Rien de mal (Bez wstydu) : Irmina
- 2014 : Obywatel : Kasia
- 2014 : Insurrection (Miasto 44) de Jan Komasa : Kama
- 2016 : Les Innocentes d'Anne Fontaine : Sœur Zofia
- 2018 : Les Vautours (Vargur) de Börkur Sigthorsson : Sofia
- 2022 : Heart Parade (Parada serc) de Filip Zylber : Magda

### Télévision
- 2013 : Prawo Agaty
- 2014 : Na krawędzi 2
- 2015 : Krew z krwi : Olga
- 2016 : Bodo : Nora Ney
- 2024 : Le Tatoueur d'Auschwitz (The Tattooist of Auschwitz) : Gita (mini-série)